# Ksar Essaâda
Ksar Essaâda ou Ksar Ajej est un ksar de Tunisie situé à Essaâda dans le gouvernorat de Tataouine.

## Localisation
Le ksar, situé dans le village d'Essaâda, est caractéristique des ksour de plaine construits après l'indépendance de la Tunisie. Il a une forme rectangulaire de 80 mètres sur 120.

## Histoire
Le site est récent puisqu'il est aménagé en 1960 selon Kamel Laroussi.

## Aménagement
Le ksar compte 46 ghorfas réparties sur un étage.
S'il n'assure plus de fonction commerciale de nos jours, le site est toujours utilisé pour entreposer du fourrage et de l'alfa.